# Rhitymna hildebrandti
Rhitymna hildebrandti är en spindelart som beskrevs av Järvi 1914. Rhitymna hildebrandti ingår i släktet Rhitymna och familjen jättekrabbspindlar.
Artens utbredningsområde är Madagaskar. Inga underarter finns listade i Catalogue of Life.